# 福伊特

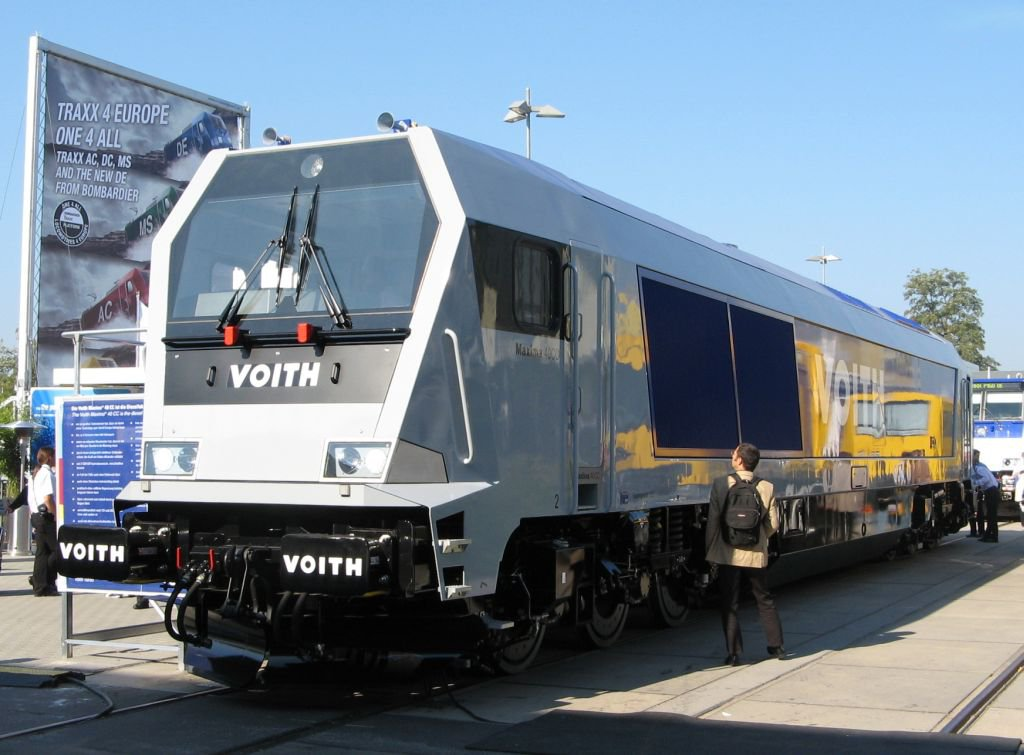
2006福伊特研发世界上首台功率达5000马力的液传内燃机车福伊特Maxima柴液機車

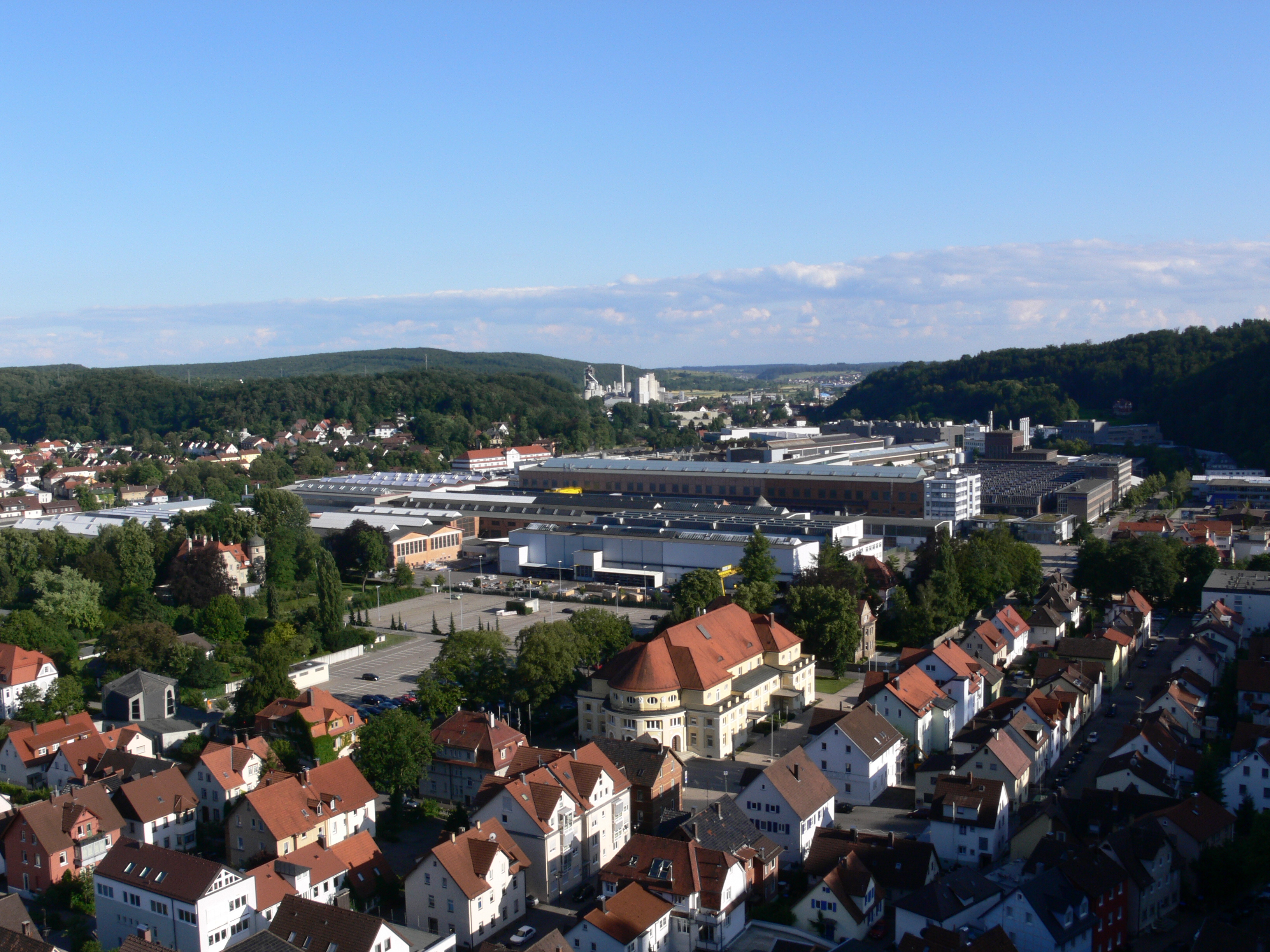
福伊特在海德海姆的总部

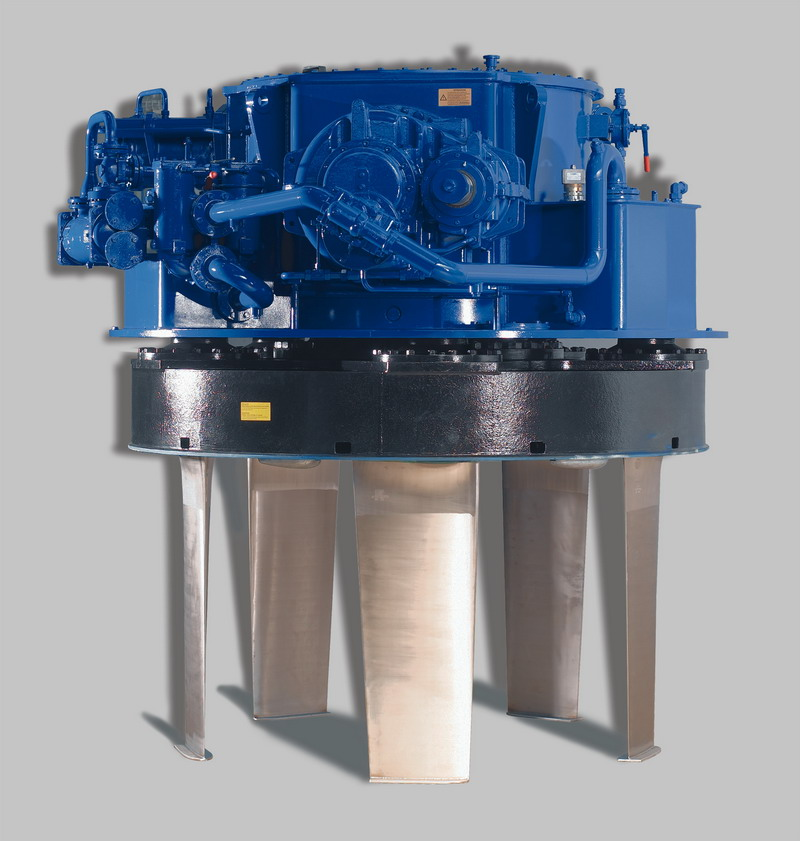
一具船舶用的福伊特-施奈德驅動系統。

福伊特集团公司（Voith GmbH），是一家从事机械工程相关业务的跨国公司，其总部设于德国海德海姆。

## 簡介
公司成立于1867年，现时全球拥有40,000多名员工。其附属公司如下：
- 福伊特水电集团（Voith Hydro）
- 福伊特工业技术服务公司（Voith Industrial Services）
- 福伊特造紙技术公司（Voith Paper）
- 福伊特驱动技术系統公司（Voith Turbo）

## 福伊特在中國大陸的分公司
福伊特集团与中国大陸的渊源可以追溯到1909年 (清朝光绪三十五年)，福伊特当时为中国大陸第一座水电站「云南石龙坝水电站」提供了水轮发电机组设备（1910年交付使用）。福伊特在中国大陸拥有近三千名员工，2010－2011财年中国大陸的销售额达十亿欧元。
- 上海福伊特水电设备有限公司

于1994年成立，主要生产大型抽水蓄能式、贯流式等各型水力发电机组及调速励磁控制系统等相关的配套设备，并提供相关产品的技术、安装调试和咨询服务。公司现有员工633人。
- 福伊特工业技术服务（上海）有限公司

在中国大陸福伊特工业服务主要针对于汽车整车生产厂家与零配件供应商，员工数为1,100多名，为中国大陸南部与北部的30多个客户现场提供工业技术服务。
- 福伊特造纸中国大陸

目前在亚洲拥有15个分支机构，为亚洲市场提供了近60条高性能纸机生产线。位于江苏省昆山市福伊特纸城是福伊特造纸亚洲区总部，这个纸城集中了福伊特造纸所有分支机构。
- 福伊特驱动技术系统（上海）有限公司

是福伊特驱动在中国大陸的总部，该公司成立于2001年2月，供应多种运用于道路运输、轨道交通、海洋运输以及工业应用领域的产品，在中国大陸设有超过15处的分部。於上海的設點為销售和生产基地，在北京、上海、广州的代表处以及在上海、沈阳、太原、顺德皆有服务中心。
- 福伊特企业管理（上海）有限公司

成立于2011年，是福伊特海德海姆集团控股公司和福伊特中国大陸海外公司之间的桥梁，旨在为中国大陸的福伊特公司提供咨询服务，并且为它们的四个集团分公司提供在国内部门所需的高端服务，其中包括招聘计划、人事发展、财务、战略采购、企业传讯、并购、税务及法律服务。

## 外部連結
- Voith GmbH （页面存档备份，存于）